# Francis Nimmo
Francis Nimmo é um professor associado de ciência palnetária da Universidade da Califórnia em Santa Cruz.

## Educação
Nimmo frequentou a Wolverhampton Grammar School e obteve o grau de Bachelor of Arts em ciências geológicas na Universidade de Cambridge em 1993, onde obteve o Ph.D. sobre vulcanismo e tectônica em Vênus em 1996.